# Bedrenika
Bedrenika (bedrenica, lat. Pimpinella), biljni rod iz porodice Apiaceae (umbelliferae). Postoji oko 150 priznatih vrsta jednogodišnjeg i dvogodišnjeg raslinja i trajnica raširenog po Euroaziji i Africi, a neke su udomaćene i po drugimn državama. U Hrvatskoj pet vrsta pripada ovom rodu, to su anis ili slatki koromač (P. anisum), velika bedrenika (P. major), strana bedrenika (P. peregrina), kamenjarska bedrenika (P. saxifraga) i iscrtkana bedrenika (P. tragium)

## Vrste
1. Pimpinella acronemastrum Farille & Lachard
2. Pimpinella acuminata (Edgew.) C.B.Clarke
3. Pimpinella acutidentata C.Norman
4. Pimpinella adscendens Dalzell
5. Pimpinella affinis Ledeb.
6. Pimpinella ahmarensis Dawit
7. Pimpinella alismatifolia C.C.Towns.
8. Pimpinella anagodendron Bolle
9. Pimpinella anisactis Rech.f.
10. Pimpinella anisetum Boiss. & Balansa
11. Pimpinella anisoides V.Brig.
12. Pimpinella anisum L.
13. Pimpinella aromatica M.Bieb.
14. Pimpinella atropurpurea C.Y.Wu ex R.H.Shan & F.T.Pu
15. Pimpinella aurea DC.
16. Pimpinella barbata (DC.) Boiss.
17. Pimpinella battandieri Chabert
18. Pimpinella bialata H.Wolff
19. Pimpinella bisinuata H.Wolff
20. Pimpinella bobrovii (Woronow ex Schischk.) M.Hiroe
21. Pimpinella brachyclada Rech.f. & Riedl
22. Pimpinella bracteata Haines
23. Pimpinella buchananii H.Wolff
24. Pimpinella caffra (Eckl. & Zeyh.) D.Dietr.
25. Pimpinella camptotricha Penz.
26. Pimpinella candolleana Wight & Arn.
27. Pimpinella cappadocica Boiss. & Balansa
28. Pimpinella caudata (Franch.) H.Wolff
29. Pimpinella chungdienensis C.Y.Wu
30. Pimpinella cnidioides H.Pearson ex H.Wolff
31. Pimpinella coriacea (Franch.) H.Boissieu
32. Pimpinella corymbosa Boiss.
33. Pimpinella cretica Poir.
34. Pimpinella crispulifolia H.Boissieu
35. Pimpinella cumbrae Link
36. Pimpinella cypria Boiss.
37. Pimpinella dendroselinum Webb
38. Pimpinella deverroides (Boiss.) Boiss.
39. Pimpinella diversifolia DC.
40. Pimpinella duclouxii H.Boissieu
41. Pimpinella ebracteata Baker
42. Pimpinella enguezekensis Yildirim, Akalin & Yesil
43. Pimpinella eriocarpa Banks & Sol.
44. Pimpinella erythraeae Armari
45. Pimpinella etbaica Schweinf.
46. Pimpinella fargesii H.Boissieu
47. Pimpinella favifolia C.Norman
48. Pimpinella filiformis H.Wolff
49. Pimpinella filipedicellata S.L.Liou
50. Pimpinella flaccida C.B.Clarke
51. Pimpinella gilanica Mozaff.
52. Pimpinella grisea H.Wolff
53. Pimpinella hadacii Engstrand
54. Pimpinella hastata C.B.Clarke
55. Pimpinella helosciadoidea H.Boissieu
56. Pimpinella henryi Diels
57. Pimpinella heyneana (DC.) Benth. & Hook.f.
58. Pimpinella heywoodii Dawit
59. Pimpinella hirtella (Hochst.) A.Rich.
60. Pimpinella homblei C.Norman
61. Pimpinella huillensis Welw. ex Engl.
62. Pimpinella ibradiensis Çinbilgel, Eren, H.Duman & Gökceoglu
63. Pimpinella × intermedia Figert
64. Pimpinella inundata (Farille & S.B.Malla) P.K.Mukh. & Constance
65. Pimpinella isaurica V.A.Matthews
66. Pimpinella javana DC.
67. Pimpinella junionae Ceballos & Ortuño
68. Pimpinella kaessneri (H.Wolff) Cannon
69. Pimpinella kawalekhensis Farille & Lachard
70. Pimpinella keniensis C.Norman
71. Pimpinella khayyamii Mozaff.
72. Pimpinella khorasanica Engstrand
73. Pimpinella kingdon-wardii H.Wolff
74. Pimpinella koelzii M.Hiroe
75. Pimpinella kotschyana Boiss.
76. Pimpinella kurdica Rech.f. & Riedl
77. Pimpinella kyimbilaensis H.Wolff
78. Pimpinella ledermannii H.Wolff
79. Pimpinella leschenaultii DC.
80. Pimpinella liiana M.Hiroe
81. Pimpinella limprichtii H.Wolff
82. Pimpinella lindblomii H.Wolff
83. Pimpinella lineariloba Cannon
84. Pimpinella lutea Desf.
85. Pimpinella major (L.) Huds.
86. Pimpinella menachensis Schweinf. ex H.Wolff
87. Pimpinella mulanjensis C.C.Towns.
88. Pimpinella nana Pimenov
89. Pimpinella neglecta C.Norman
90. Pimpinella nephrophylla Rech.f. & Riedl
91. Pimpinella nervosa C.B.Clarke
92. Pimpinella niitakayamensis Hayata
93. Pimpinella nudicaulis Trautv.
94. Pimpinella nyingchiensis Z.H.Pan & K.Yao
95. Pimpinella oliverioides Boiss. & Hausskn.
96. Pimpinella olivieri Boiss.
97. Pimpinella oreophila Hook.f.
98. Pimpinella paludosa C.C.Towns.
99. Pimpinella parishiana Kurz
100. Pimpinella pastinacifolia (Boiss.) H.Wolff
101. Pimpinella paucidentata V.A.Matthews
102. Pimpinella peregrina L.
103. Pimpinella peucedanifolia Fisch. ex Ledeb.
104. Pimpinella physotrichioides C.Norman
105. Pimpinella pimpinellisimulacrum (Farille & S.B.Malla) Farille
106. Pimpinella pimpinelloides (Hochst.) H.Wolff
107. Pimpinella pretenderis Orph. ex Halácsy
108. Pimpinella procumbens (Boiss.) Pau
109. Pimpinella propinqua H.Wolff
110. Pimpinella pruatjan Molk.
111. Pimpinella puberula (DC.) Boiss.
112. Pimpinella purpurea (Franch.) H.Boissieu
113. Pimpinella renifolia H.Wolff
114. Pimpinella rhodantha Boiss.
115. Pimpinella rhomboidea Diels
116. Pimpinella richardsiae C.C.Towns.
117. Pimpinella rigidistyla C.C.Towns.
118. Pimpinella rigidiuscula C.C.Towns.
119. Pimpinella rigidula (Boiss. & Orph.) H.Wolff
120. Pimpinella robynsii C.Norman
121. Pimpinella rollae Billore & Hemadri
122. Pimpinella rubescens (Franch.) H.Wolff ex Hand.-Mazz.
123. Pimpinella saxifraga L.
124. Pimpinella schimperi Dawit
125. Pimpinella schweinfurthii Asch.
126. Pimpinella sikkimensis C.B.Clarke
127. Pimpinella silvatica Hand.-Mazz.
128. Pimpinella silvicola Hemp
129. Pimpinella sintenisii H.Wolff
130. Pimpinella smithii H.Wolff
131. Pimpinella squamosa Karjagin
132. Pimpinella stracheyi C.B.Clarke
133. Pimpinella × subnigra Tzvelev
134. Pimpinella tagawae M.Hiroe
135. Pimpinella tenuicaulis Baker
136. Pimpinella thellungiana H.Wolff
137. Pimpinella tibetanica H.Wolff
138. Pimpinella tirupatiensis N.P.Balakr. & Subr.
139. Pimpinella tomentosa Dalzell ex C.B.Clarke
140. Pimpinella tongloensis P.K.Mukh.
141. Pimpinella tragium Vill.
142. Pimpinella tripartita Kalen.
143. Pimpinella triternata Diels
144. Pimpinella tunceliana Yild.
145. Pimpinella turcomanica Schischk.
146. Pimpinella urbaniana Fedde ex H.Wolff
147. Pimpinella urceolata Watt ex Banerji
148. Pimpinella valleculosa K.T.Fu
149. Pimpinella villosa Schousb.
150. Pimpinella wallichiana (Miq.) Gandhi
151. Pimpinella wallichii C.B.Clarke
152. Pimpinella woodii C.C.Towns.
153. Pimpinella xizangensis R.H.Shan & F.T.Pu
154. Pimpinella yunnanensis (Franch.) H.Wolff
155. Pimpinella zagrosica Boiss. & Hausskn.

## Vanjske poveznice
- PFAF database - Pimpinella major